# Comité stratégique sur l'immigration, les frontières et l'asile
Le Comité stratégique sur l'immigration, les frontières et l'asile, abrégé CSIFA ou SCIFA (selon l'acronyme anglais) et également appelé instance commune, est un comité créé le 13 juin 2002 par le Conseil de l'Union européenne.

## Historique
En 2002, un groupement d'« experts en frontières extérieures » est créé avec pour but de parvenir à une « gestion intégrée des frontières extérieures ». Le 7 mai 2002, la communication de la Commission européenne « Vers une gestion intégrée des frontières extérieures des États membres de l'Union européenne » est transmise au Conseil et au Parlement européen. La Commission propose de créer une « instance commune de praticiens des frontières extérieures ». Le 13 juin 2002, le Conseil approuve le plan de la Commission et crée une instance commune de praticiens des frontières extérieures, le comité stratégique sur l'immigration, les frontières et l'asile (CSIFA),.
Le Conseil envisageait que l'instance commune serait à la tête de la politique de gestion des frontières. Il envisageait également que l'instance agirait pour coordonner les projets et assurer la convergence des services nationaux en termes de personnels et de moyens. Le Conseil souhaitait aussi que l'instance puisse mener des inspections et augmenter la coopération opérationnelle.
La présidence danoise du Conseil de l'Union européenne en 2002 institua l'instance commune sous la forme CSIFA + (comprenant les membres du CSIFA et les directeurs des services de gardes-frontières). La première réunion eut lieu en juillet 2002.

## Composition
Le CSIFA est composé à l'origine des directeurs (hauts fonctionnaires) du contrôle aux frontières des États membres de l'Union européenne,. Ces membres sont assistés par d'autres parties prenantes en fonction de l'expertise nécessaire aux réunions, telles que le Working party on Frontiers, Schengen Evaluation, Visa et le Centre d'information, de réflexion et d'échanges en matière de franchissement des frontières et d'immigration.

## Sources

## Compléments